# Argathona confine
Argathona confine is een pissebed uit de familie Corallanidae. De wetenschappelijke naam van de soort is voor het eerst geldig gepubliceerd in 1925 door Hale.